# Hortia superba
Hortia superba är en vinruteväxtart som beskrevs av Adolpho Ducke. Hortia superba ingår i släktet Hortia och familjen vinruteväxter. Inga underarter finns listade i Catalogue of Life.